# Oranjebruin kroeskopje
Het oranjebruin kroeskopje (Nemaxera betulinella) is een vlinder uit de familie echte motten (Tineidae). De wetenschappelijke naam is voor het eerst geldig gepubliceerd in 1787 door Fabricius.
De soort komt voor in Europa.